# Военный транспорт
Военный транспорт — транспорт в вооружённых силах государств, обеспечивающий перевозки войск (сил), вооружения и военной техники, а также снабжение войск (сил) всем необходимым для их жизнедеятельности, в мирное и военное время.

## История

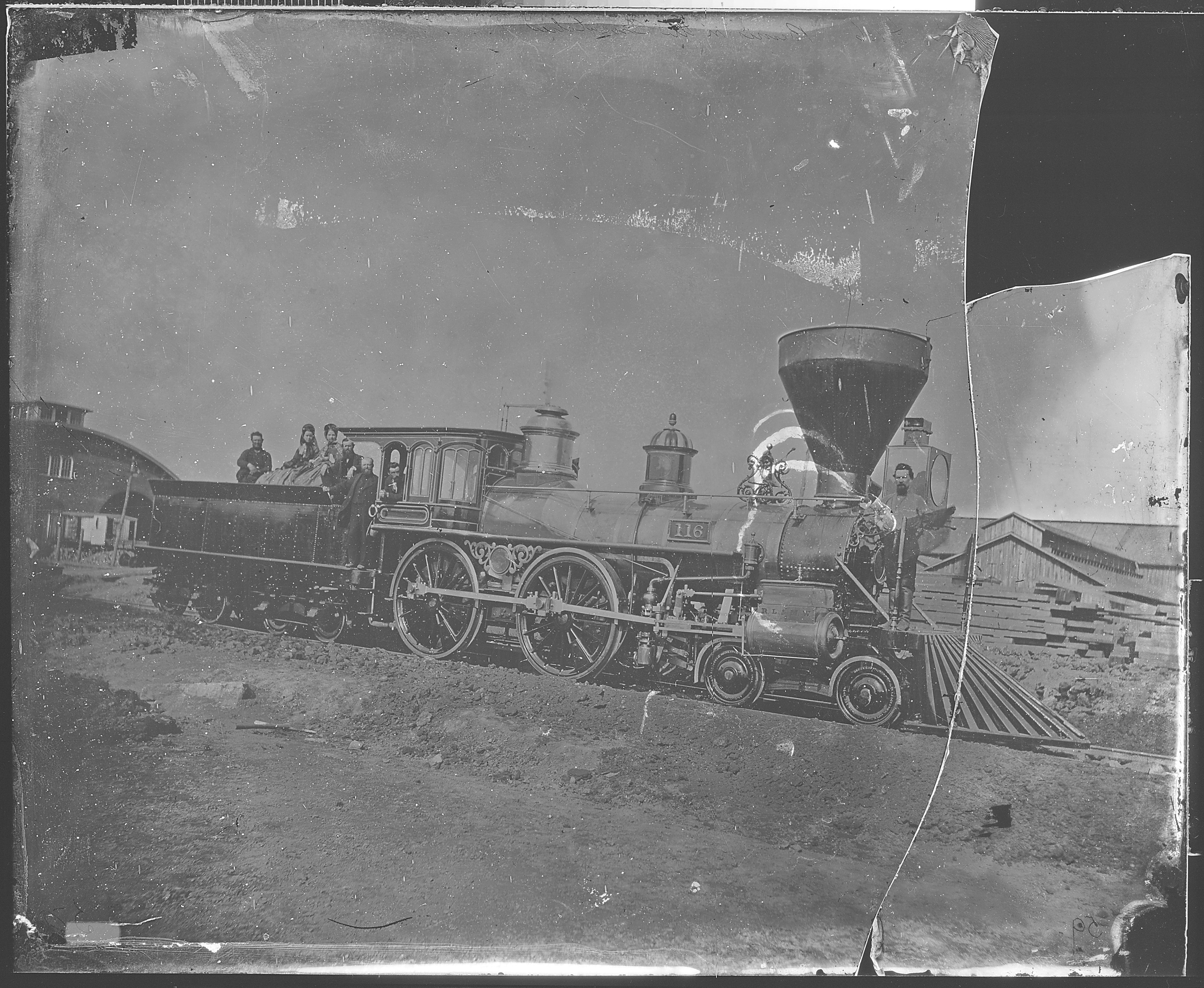
Паровоз во время Гражданской войны в США.

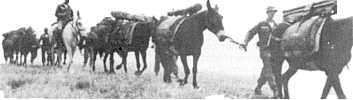
Использование вьючных животных (мулов), Транспортный корпус ВС США.

До середины XIX века в военных целях применялся только гужевой, вьючный и водный транспорт.

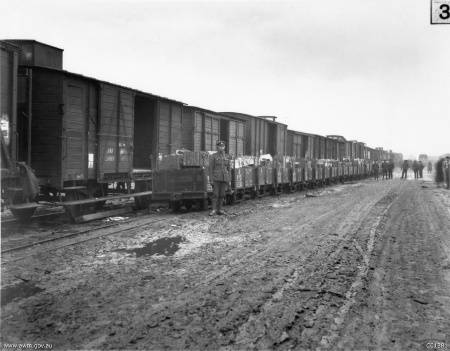
Воинский поезд под Ипром, 1917 год.

В 1809 году в Российской империи было издано «Учреждение об управлении водными и сухопутными сообщениями», по которому все водные и сухопутные пути сообщения империи разделялись на 10 округов, во главе которых назначались окружные начальники. Окружные начальники подчинялись главному директору, при котором был учрежден совет в составе 3-х советников, являющихся генерал-инспекторами водных и сухопутных сообщений, а также экспедиция из 3-х отделов, ведовшими:
- 1-й — водными сообщениями;
- 2-й — сухопутными сообщениями;
- 3-й — торговыми портами.

Выбор почтовых трактов или других путей сообщения под военные дороги и приписка к ним соответствующей полосы земли производились на заседании у начальника Главного штаба по докладу генерал-квартирмейстера и дежурного генерала. Это решение утверждалось главнокомандующим и поступало на исполнение к генерал-вагенмейстеру и директору военных сообщений.
С середины XIX века началось использование в военных целях железных дорог. Так, когда в 1847 году был открыт первый участок железной дороги Санкт-Петербург-Москва (между Петербургом и Колпином), то уже 4 июня следующего года по нему была перевезена направлявшаяся из Колпина в Петербург партия рекрутов в количестве 250 человек, а 24—27 августа из Петербурга в Колпино были перевезены три полка 1-й гренадерской дивизии в количестве 7 500 человек, следовавшие в Новгород по окончании лагерного сбора. 24 ноября 1851 года было издано первое циркулярное распоряжение военного министерства и приказ по генеральному штабу № 448 от того же числа о регулярном использовании железной дороги для воинских перевозок.

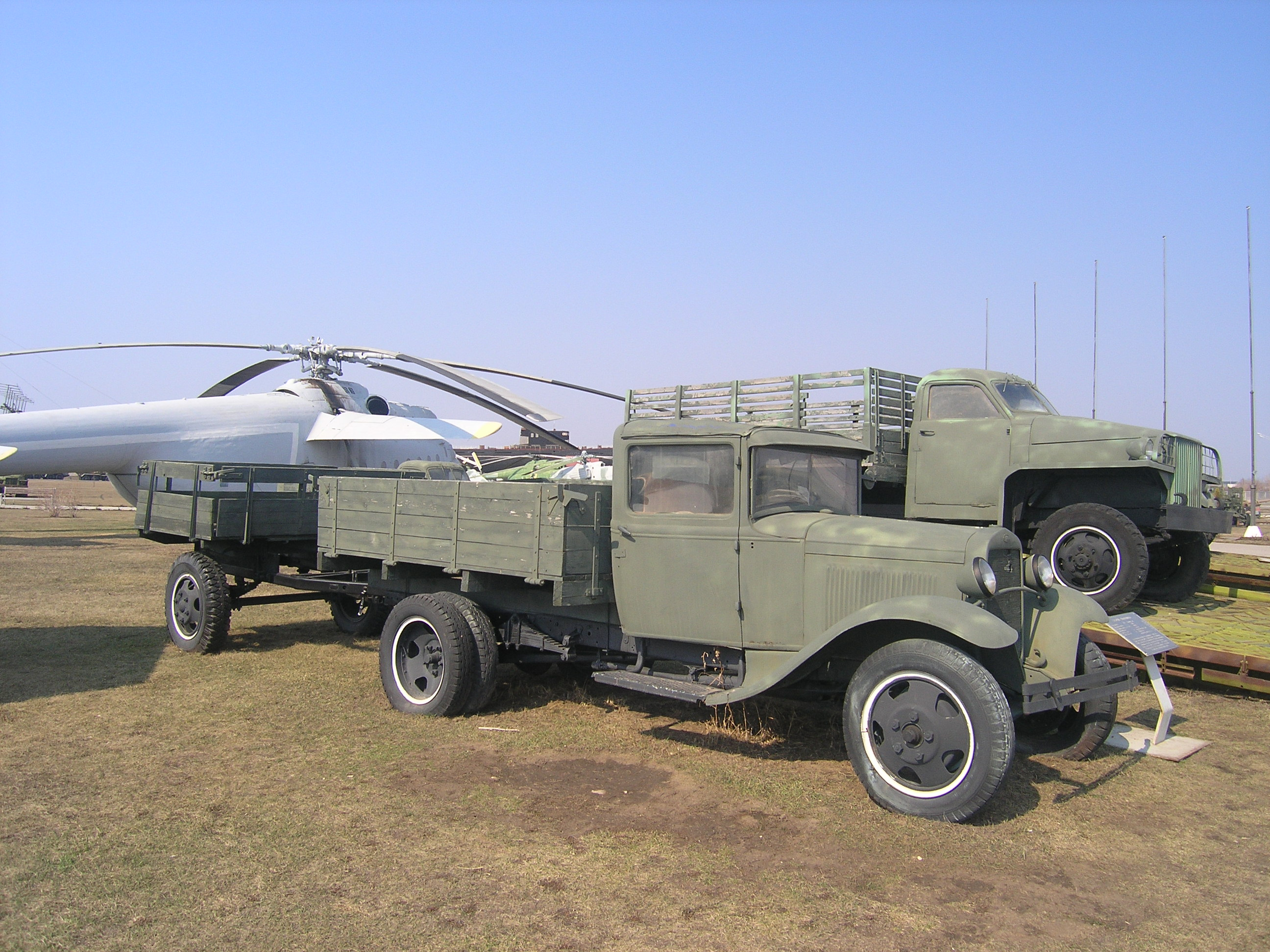
«Полуторка» и Студебекер — два из трёх основных грузовиков РККА во время ВОВ.

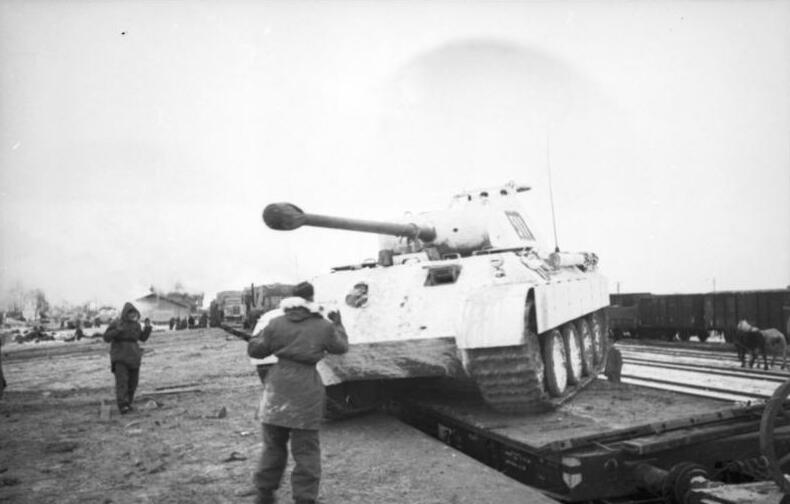
Танк «Пантера» съезжает с платформы, РСФСР, март 1944 года.

Первые случаи военного использования железных дорог имели место уже в 50-е — 60-е годы XIX века. Во время франко-итало-австрийской войны 1859 года впервые по железной дороге были оперативно переброшены крупные войсковые формирования (железнодорожный манёвр). Это способствовало успешному наступлению войск.
В 1868 году в России приказом военного министра был создан Комитет по передвижению войск при Главном штабе и была учреждена должность заведующих передвижением войск на линиях железных дорог и водных. В районах, прилегающих к границам, по требованиям военных строилась более густая сеть железных дорог и сооружались рокадные линии для переброски войск с одних участков приграничной полосы на другие.
Несмотря на быстрый рост железнодорожной сети Российской империи, к началу Первой мировой войны число железнодорожных линий, выходивших к западной границе Российской империи от устья Немана до устья Дуная, составляло со российской стороны 13, а со стороны Германии и Австро-Венгрии — 32. Россия могла подавать к фронту ежесуточно 223 эшелона, Германия — 550, Австро-Венгрия — 226. Благодаря развитому железнодорожному транспорту Германия и Австро-Венгрия имели возможность закончить сосредоточение своих сил между 13-м и 15-м днями мобилизации, тогда как Россия могла это сделать только на 28-й день и то не полностью.

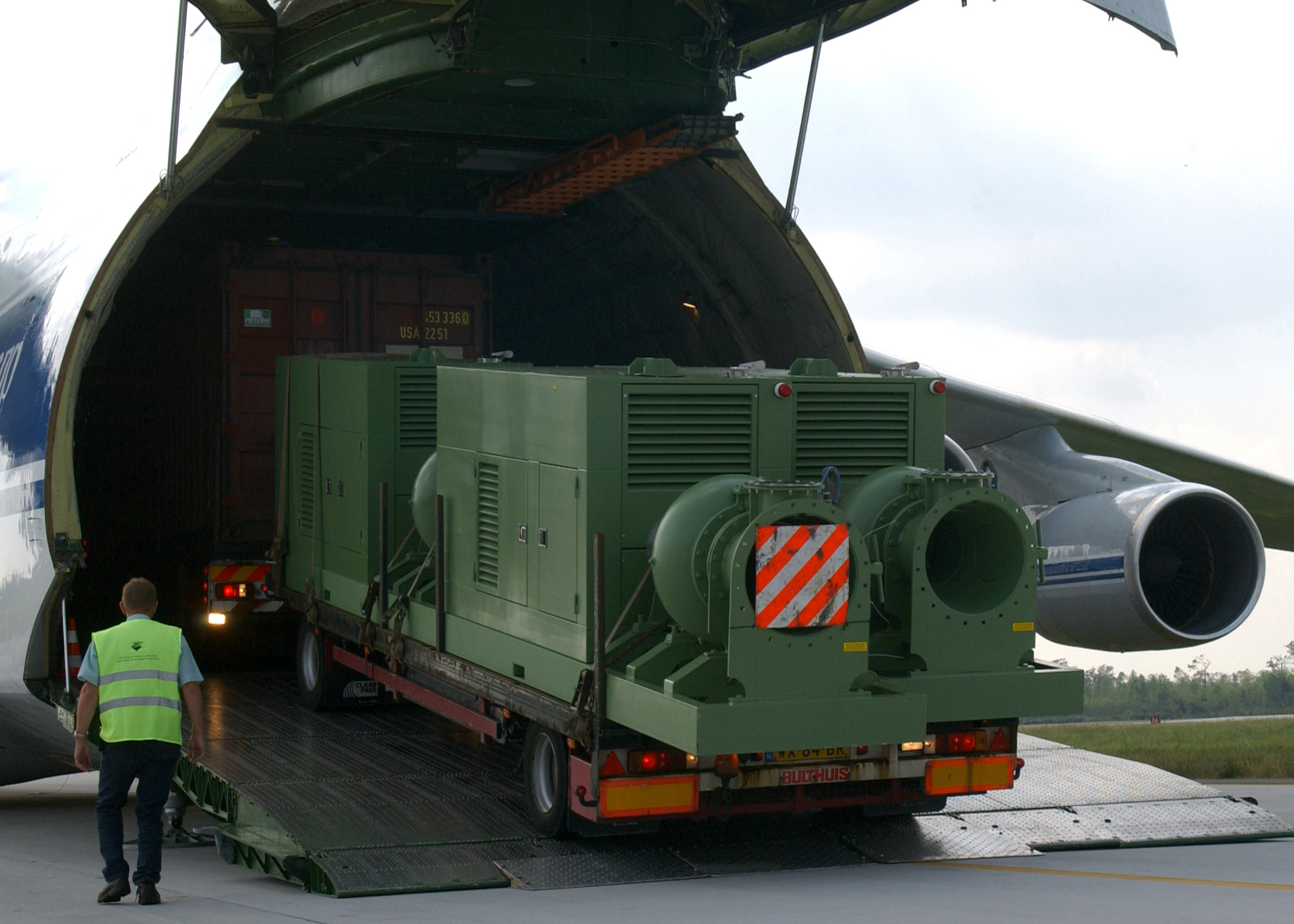
Военнослужащие ВМС США выгружают дизельную водяную помпу из военно-транспортного самолёта Ан-124 для осушения затопленного из-за урагана «Катрина» Нового Орлеана.

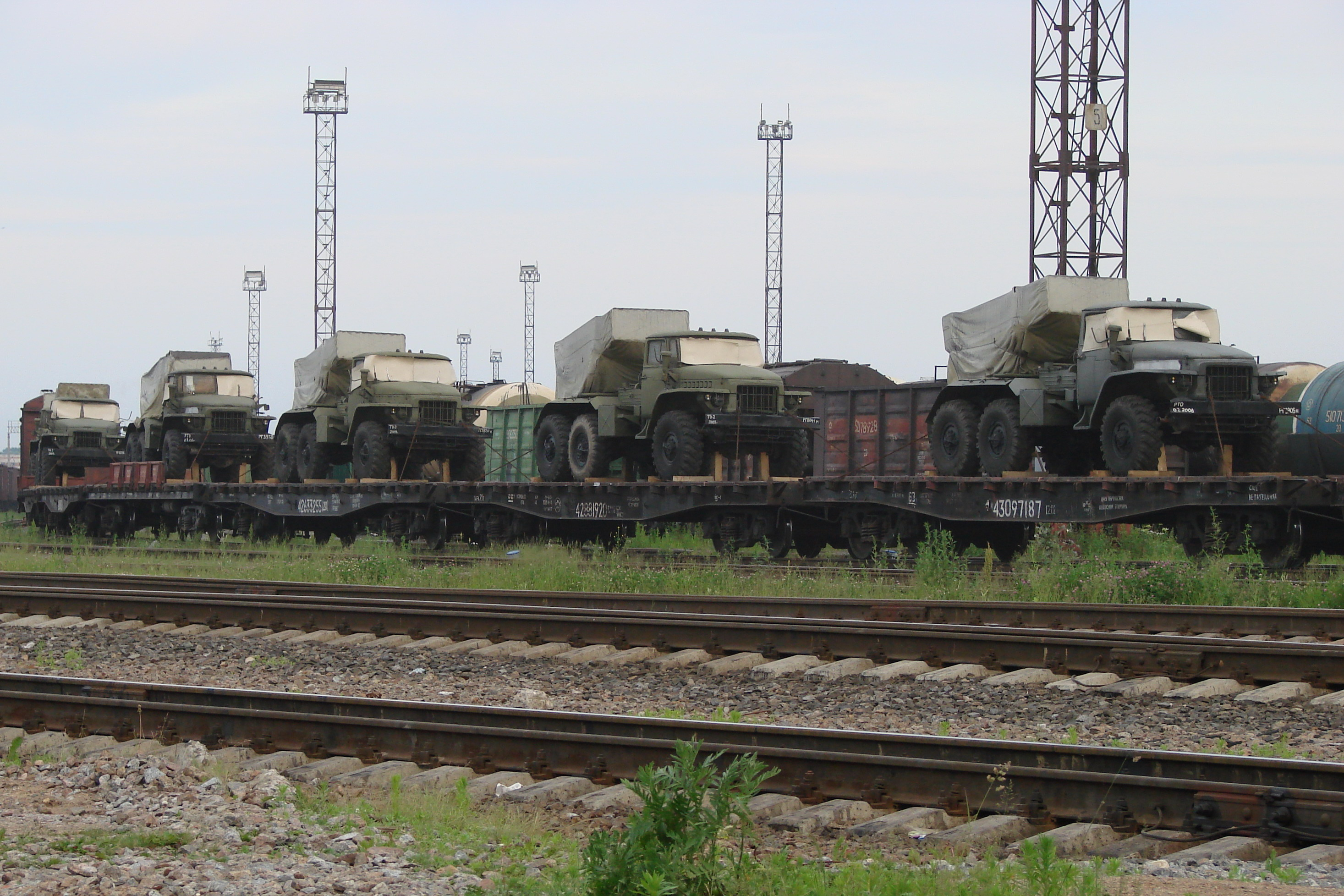
Эшелон с БМ-21 «Град».

Во время Первой мировой войны гужевой транспорт для доставки припасов в войска от конечных станций начали заменять автомобильным.

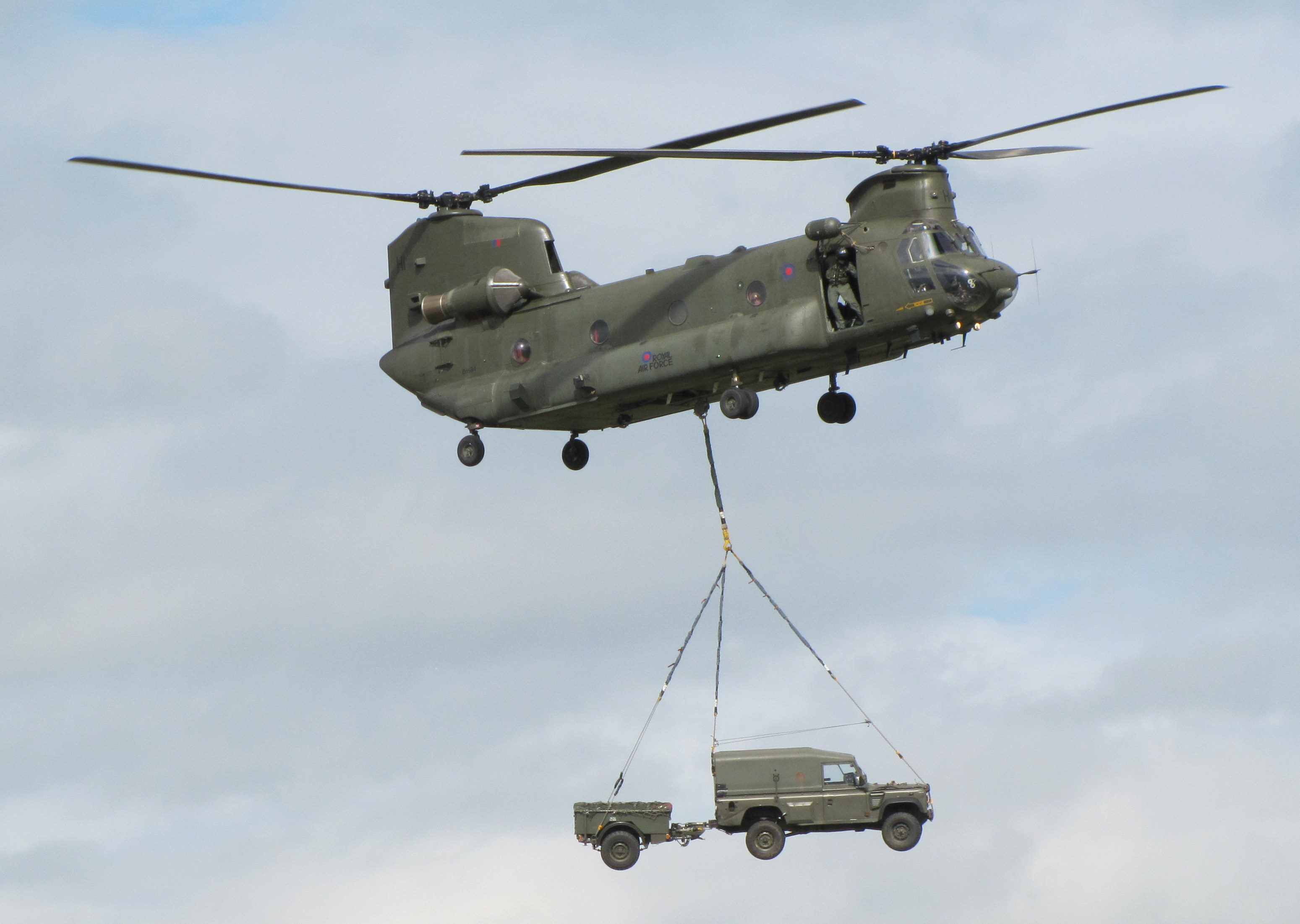
Английский «Чинук» перевозит Ленд Ровер с прицепом.

Военно-транспортная авиация впервые была применена на войне в 1936 года во время Гражданской войны в Испании, когда немецкие транспортные самолёты перебросили войска Франко из Марокко в Испанию.
Во время Второй мировой войны Германская группа армий «Центр» (до 1,8 млн человек) обслуживались в среднем 1700 поездов в месяц.
Во время Курской битвы общие советские перевозки в район боевых действий достигли 540 тыс. вагонов, или в среднем 3000 вагонов в сутки. Такие огромные перевозки осуществлялись под постоянным воздействием авиации и артиллерии противника.
Во время Второй мировой войны выяснилось, что железнодорожный транспорт требует отвлечения больших сил для его защиты от авиации противника и из-за образования поврежденных участков, мостов, перегрузочных районов может применяться лишь ограниченно. Автомобильный транспорт, который был главным средством перевозок во фронтовом, армейском и войсковом тылу, обладал большей живучестью.
Во время Второй мировой войны немцы использовали «воздушный мост» для снабжения десанта на Крите и окруженных группировок под Демьянском и Сталинградом. Американцы использовали трансконтинтальный «воздушный мост» по линии Бразилия — Нигерия — Судан — Египет.

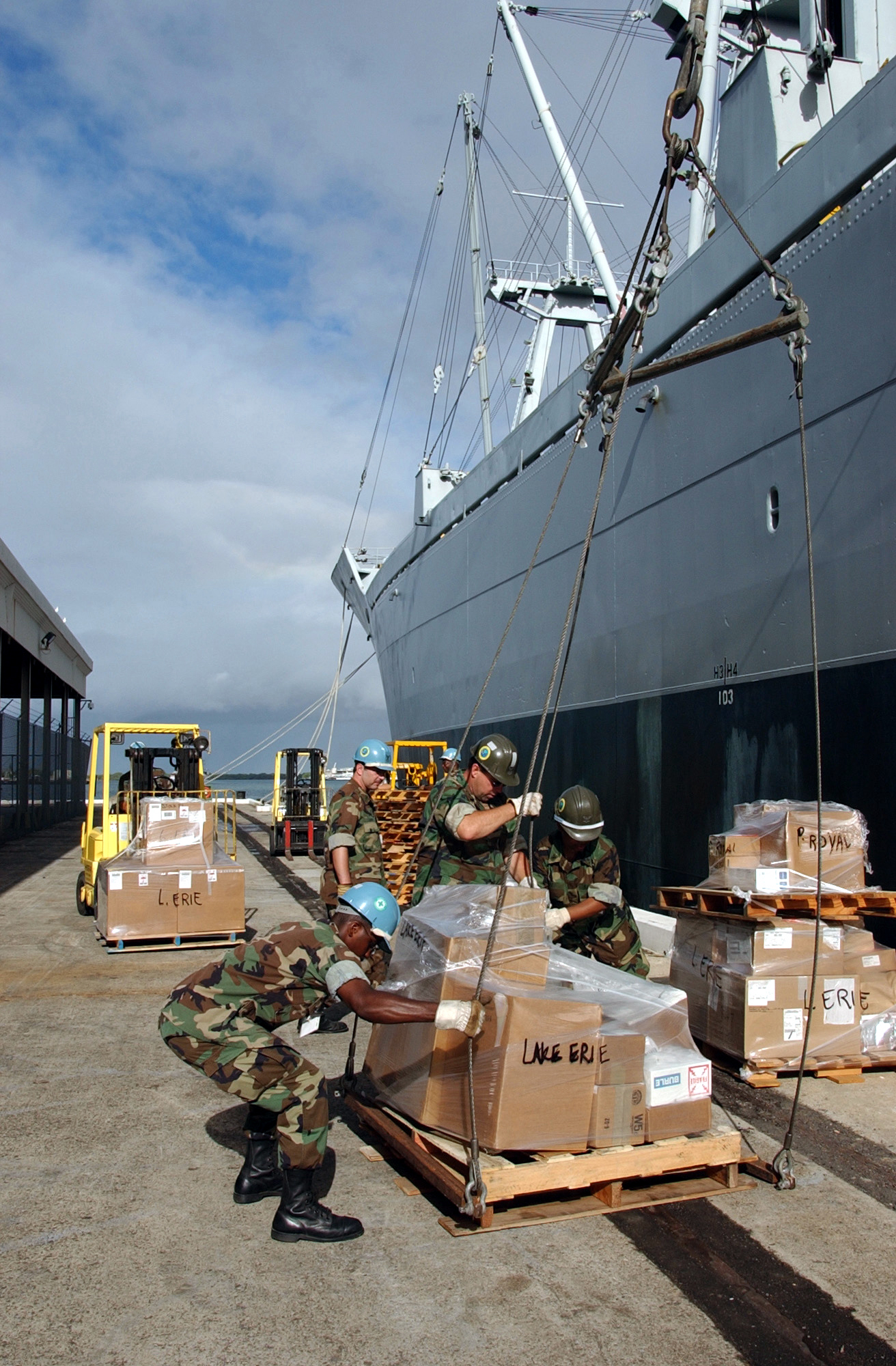
Резервисты ВМС США занимаются погрузкой грузов для международных военно-морских учений RIMPAC на транспортное судно в порту Чарлстона, 2002 год

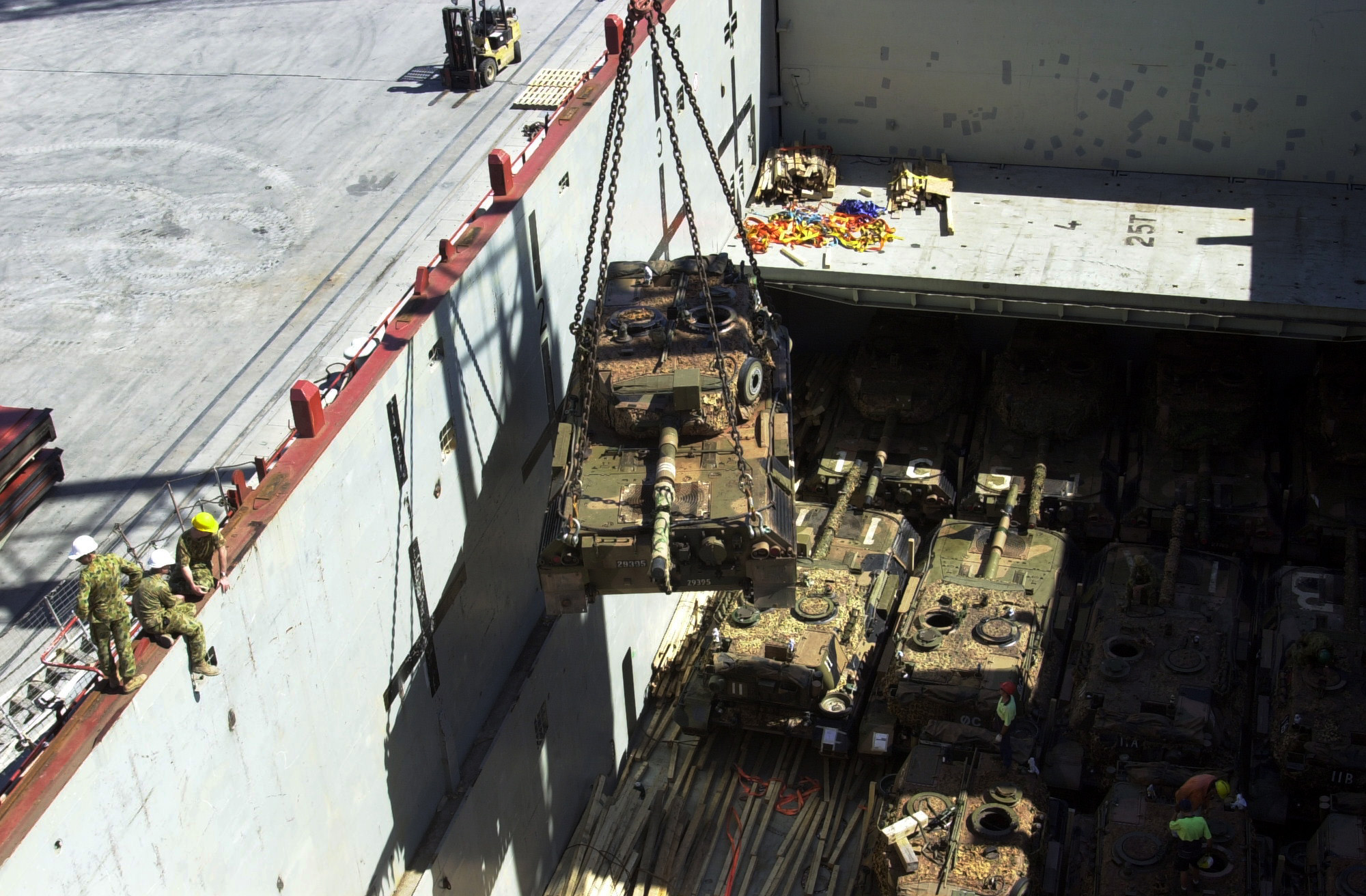
Выгрузка танков «Леопард 1» Армии Австралии в порту Гладстона после возвращения с учений, 2002 год

В послевоенное время роль воздушного транспорта для переброски войск и их снабжения значительно увеличилась. Для этой цели при отсутствии аэродромов теперь применяются вертолёты.
В настоящее время морские перевозки для обеспечения Вооружённых сил США за рубежом (которые имеют особое значение для решения геополитических задач) осуществляются посредством фрахтования необходимого количества коммерческих судов, в том числе и на долгосрочной основе, при этом разработаны программы задействования коммерческих судов торгового флота США, обеспечивающие усиление возможностей вооружённых сил по морским перевозкам.